# Лукьянов, Яков Афанасьевич
Яков Афанасьевич Лукьянов (1806 — 25 февраля (8 марта) 1860) — российский математик.

## Биография
Яков Лукьянов родился в 1806 (или в 1801) году. Из семьи вольноотпущенных крестьян.
Окончив курс в Смоленской гимназии, Лукьянов поступил в Санкт-Петербургскую медико-хирургическую академию, откуда перешёл в Московский университет, где окончил курс по физико-математическому факультету со степенью кандидата.
В 1833 году Лукьянов определился преподавателем в Ярославскую гимназию и исправляющим должность профессора математических наук в Демидовский лицей. Получив в 1840 году степень магистра, он был утверждён в звании профессора, но при введении в действие нового устава лицея в 1846 году остался за штатом. Служил в Демидовском лицее до 1846 года. В 1852 году он определён профессором прикладной математики в Ришельевский лицей.
Яков Афанасьевич Лукьянов скончался 25 февраля (8 марта) 1860 года в Одессе и был похоронен на 1-м Христианском кладбище города.

## Труды
- Содержание и форма математики // Ученые Записки Московского университета. — М.: Университетск. тип., 1835. — март.
- Рассуждения о вариациях главнейших видов функций [магистерская диссертация]. — М.: Университетск. тип., 1839. — 98 с.
- О распределении неподвижных звезд на видимом небе и в пространстве [актовая речь]. — Одесса, 1856.